# Alegría (Zulia)
Alegría és una població del municipi de Lagunillas a Zulia, Veneçuela. No consta separadament la seva població actual, però el 1950 només tenia 2.381 habitants.
Pertany al gran grup de camps petroliers de la riba oriental del llac de Maracaibo.